# Academi
Academi, voorheen bekend als Blackwater Worldwide, Blackwater USA en Xe Services (uitspraak: [ziː]), is een controversiële particuliere militaire uitvoerder die onder andere beveiliging en andere taken voor het (Amerikaanse) leger uitvoert. Het militaire bedrijf werd in 1997 opgericht door Erik Prince en Al Clark. Blackwater werkt volgens critici in landen als Irak systematisch buiten de wet en wordt verantwoordelijk gehouden voor meerdere buitengerechtelijke executies. De controverses rond de operaties van het bedrijf leidden ertoe dat de naam van het bedrijf steeds veranderde. Toch wees Barack Obama het bedrijf de beveiliging toe van de Amerikaanse ambassade in Afghanistan.

Na een fusie met een van zijn voornaamste concurrenten, Triple Canopy, valt Academi sinds begin juni 2014 – samen met Constellis, Strategic Social, Tidewater Global Services, National Strategic Protective Services, Academi Training Center en International Development Solutions – onder de paraplu van Constellis Holdings.

## Operaties
Blackwater Worldwide bestaat uit negen deelbedrijven:
- Blackwater Training Center
- Blackwater Target Systems
- Blackwater Security Consulting
- Blackwater Canine
- Blackwater Air (AWS)
- Blackwater Airships, LLC
- Blackwater Armored Vehicle
- Blackwater Maritime
- Raven Construction

Blackwater is eigenaar van de luchtvaartmaatschappij Presidential Airways.
Blackwater is opgericht door voormalige Amerikaanse elite militairen van de Navy SEALs. De president van Blackwater, Prince, is ook een voormalige Navy SEAL.
In de directie van Blackwater zitten vroegere topmensen van de CIA, zoals J. Cofer Black.
Blackwater is gevestigd in North Carolina en heeft daar, zoals het zelf zegt, het grootste privéterrein voor oefeningen met vuurwapens. De onderneming traint elk jaar meer dan 40.000 mensen, uit Amerika maar ook uit het buitenland, waaronder afdelingen van het Amerikaanse leger. De Nederlandse elite soldaten van het Korps Commandotroepen maken ook gebruik van de trainingsfaciliteiten zoals de sniperschietbanen en The Killing House, al worden ze niet getraind door Blackwater maar door hun eigen instructeurs. Sinds haar eerste contract met de Amerikaanse marine (na de aanslag op de USS Cole), heeft Blackwater al meer dan 130.000 marine-manschappen getraind.
Blackwater heeft ook een eigen oorlogsschip, McArthur. Het schip heeft helikopters aan boord. In oktober 2008 stuurde de onderneming het schip naar de Golf van Aden. McArthur gaat hier patrouilleren op verzoek van scheepseigenaren, wier schepen in deze omgeving worden bedreigd door Somalische piraten. Volgens een door Wikileaks gelekt diplomatiek bericht was het niet de bedoeling piraten vast te nemen, maar dodelijk geweld te gebruiken als dat nodig was. Het lukte het bedrijf echter niet om klanten aan te trekken.

## Blackwater in Irak

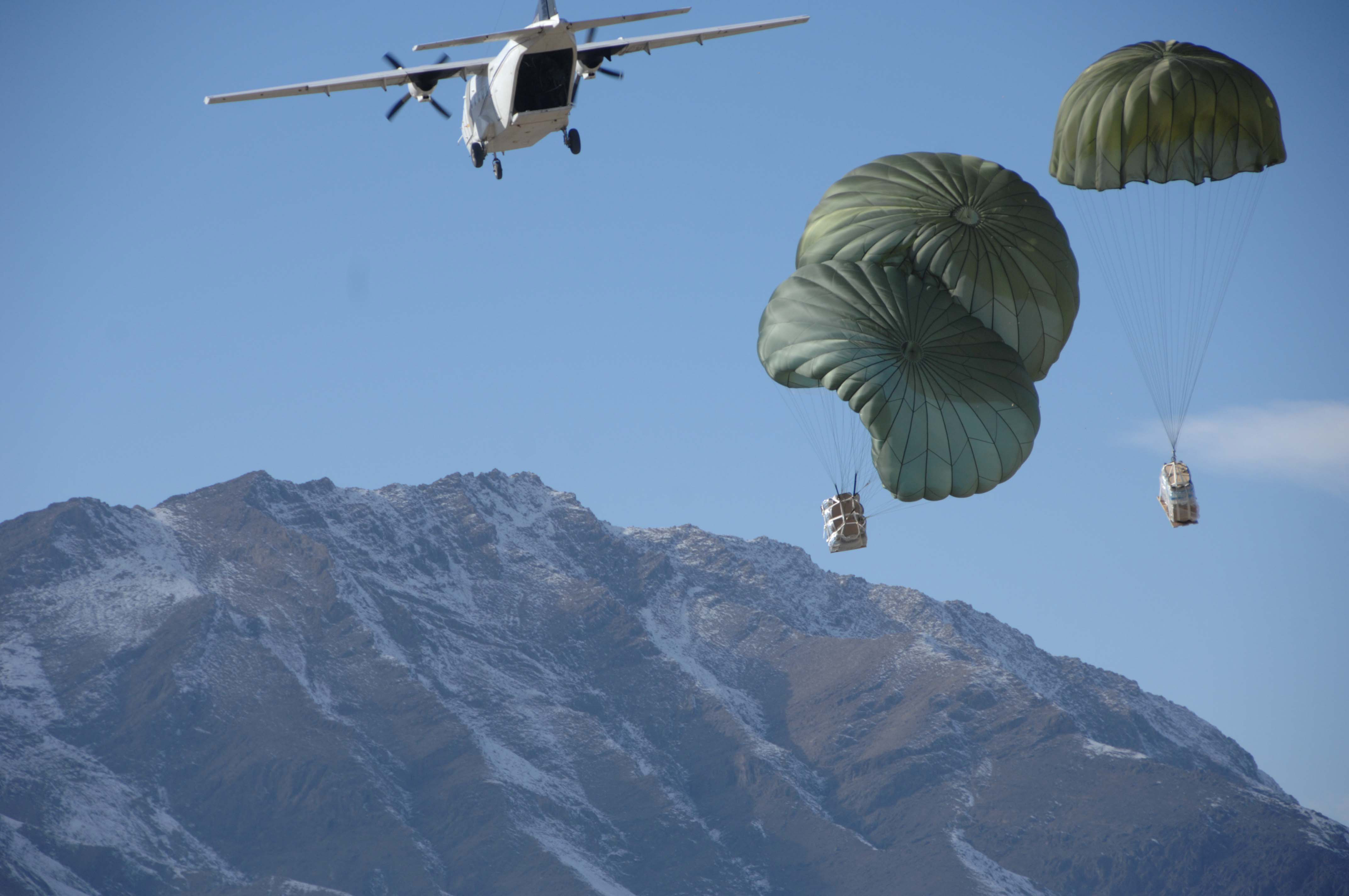
Een CASA C-212 Aviocar van Blackwater dropt goederen in de buurt van Kabul

Blackwater Worldwide heeft een aanzienlijke en omstreden rol vervuld in de Irakoorlog. In 2003 kreeg het een contract ter waarde van 21 miljoen dollar voor de beveiliging van het hoofd van de Coalition Provisional Authority, Paul Bremer III. Vanaf 2004 kreeg het meer dan 320 miljoen dollar voor de bescherming van hooggeplaatste Amerikanen (en enkele buitenlanders) in conflictgebieden. In 2006 kreeg het de taak de Amerikaanse ambassade in Bagdad te beveiligen. Volgens het Pentagon en Blackwater zijn er ongeveer 20.000 tot 30.000 gewapende security contractors actief in Irak (waaronder de mannen van Blackwater). Andere schattingen lopen op tot wel 100.000. Voor zijn werk in Irak, kon Blackwater putten uit een internationale pool van 21.000 man, mensen die gewerkt hebben in het leger, politie of andere diensten.
In principe zijn de taken van Blackwater Worldwide alleen defensie: het verzorgt de beveiliging van personen, gebouwen en transporten. Hiervoor zijn de werknemers echter wél vrij zwaar gewapend. Tussen 2005 en september 2007 was de veiligheidsstaf van Blackwater betrokken bij 195 schietincidenten. In 163 gevallen schoot Blackwaterpersoneel als eerste. Ruim vijftig mannen werden ontslagen vanwege drank- of drugsmisbruik of incidenten met vuurwapens. Onder hen was een werknemer die ervan verdacht werd in 2006 een bewaker van de vicepresident Adel Abdul Mahdi te hebben doodgeschoten.
Op 31 maart 2004 vielen Irakezen een konvooi aan, waarbij vier werknemers van Blackwater door Irakezen werden gedood: hun lijken werden aan een brug over de Eufraat gehangen. Onder meer deze aanval leidde tot een aanval op de stad Fallujah (operatie Vigilant Resolve). In april 2005 werden zes werknemers van Blackwater gedood, toen de helikopter waarin ze zaten werd neergeschoten. In januari 2007 kwamen bij een soortgelijk helikopterongeluk nog eens vijf Blackwaterwerknemers om het leven in Bagdad.
In de periode van 2004 t/m 2006 is Blackwater ook betrokken geweest bij zogenaamde "grijp en pak"-operaties van de CIA m.b.t. opstandelingen in Irak. Deze acties werden vaak 's nachts uitgevoerd, en waren ook vaak illegaal. Door de intensieve samenwerking tussen de CIA en Blackwater vertroebelde de grens tussen wat de CIA zou moeten en mogen doen, en wat de taken waren die de medewerkers van Blackwater mochten uitvoeren.
In 2006 en 2007 waren er verschillende schietincidenten, waarbij Blackwater, maar ook andere militaire bedrijven betrokken was. In februari 2006 schoot een sluipschutter van Blackwater vanaf het dak van het ministerie van Justitie drie bewakers van Iraqi Media Network dood. Volgens ooggetuigen hadden de bewakers niets gedaan, de Iraakse politie noemde het een terroristische daad. Volgens het State Department viel het binnen de regels die het gebruik van geweld regelen.
Op 21 augustus 2007 bedreigde Daniel Carroll, een manager van Blackwater, onderzoeker Jean Richter van het Amerikaanse ministerie van Buitenlandse Zaken met de dood.
Een berucht schietincident vond plaats op 16 september 2007. Blackwater Private Security Detail beveiligde in Bagdad een konvooi van wagens van het State Department. Op een plein, Nisur Square, openden mannen van Blackwater het vuur, waarbij zeventien Iraakse burgers omkwamen. Volgens ooggetuigen bleven ze schieten, terwijl de burgers vluchtten. Blackwater beweerde later dat hun mannen werden aangevallen en dienovereenkomstig reageerden. Volgens de FBI waren veertien gevallen niet gerechtvaardigd. De FBI had ook geen bewijs gevonden, dat Blackwater was aangevallen. Er lopen nog verschillende onderzoeken. Als gevolg van het incident trok de Iraakse regering de toestemming voor Blackwater om op Iraaks grondgebied te opereren in.
In december 2008 werden vijf voormalige Blackwatermannen die bij het incident betrokken zouden geweest in Irak te Salt Lake City gearresteerd en voorgeleid aan een federale rechtbank. Een zesde verdachte gaf betrokkenheid bij het incident toe in de hoop op strafvermindering. De vijf verschenen in januari 2009 opnieuw voor de rechtbank, waar ze aangaven 'niet schuldig' te zijn. De rechter besloot dat de rechtszaak tegen hen op 29 januari 2010 zou beginnen. Eind december 2009 seponeerde rechter Ricardo Urbina de zaak tegen de verdachten op grond van procedurele fouten.
Op 22 april 2011 werden de vijf in een bij een federaal hof ingesteld hoger beroep opnieuw in staat van beschuldiging gesteld. Nadat het Federaal Hooggerechtshof op 5 juni 2012 een hoger beroep tegen deze beslissing had afgewezen, kon het proces alsnog doorgang vinden. In 2013 werd de aanklacht tegen een van de vijf ingetrokken, en in 2014 ging het proces tegen de overige vier van start. Op 22 oktober 2014 bevond de jury een van hen schuldig aan moord met voorbedachten rade, en de andere drie aan doodslag. Op 13 april 2015 werd Nicholas Slatten tot een levenslange gevangenisstraf veroordeeld; de andere drie (Dustin Heard, Evan Liberty en Paul Slough) kregen ieder dertig jaar cel. Een dag later maakten zij bekend dat ze in beroep gaan tegen hun straf.
In 2007 werden onderzoeken ingesteld naar mogelijke wapensmokkel (van onder meer M4-karabijnen) door mannen van Blackwater naar Irak. Volgens voormalige werknemers werden de kleinere wapens in North Carolina in zakken hondenvoer verstopt, terwijl de grotere wapens werden vervoerd op pallets, verborgen door zakken hondenvoer voor Blackwaters snuffelhonden. Volgens Blackwater is voor alle wapens die naar Irak zijn gezonden toestemming gegeven. Bronnen bij Blackwater hebben gezegd, dat de onderneming een boete van miljoenen tegemoet kan zien, omdat in 900 gevallen de regels van de export van wapens en technische knowhow zijn overtreden. Honderd zaken liggen op tafel bij de Department of Justice en leiden mogelijk tot vervolging.
Eind 2008 liet het Iraakse ministerie van Binnenlandse Zaken weten Blackwaters contract niet te verlengen. Blackwater verliet Irak eind 2008. In 2009 besloot het bedrijf een rebranding (naamswijziging) naar Xe door te voeren in een poging om het negatieve imago als gevolg van zijn optreden in Irak op te heffen. Eind 2011 kwam het opnieuw tot een naamswijziging: Xe Services doopte zich om tot Academi en zei een "saaier" imago te willen nastreven.